# Floodland
Floodland је други студијски албум енглеске готик рок групе The Sisters of Mercy. Издат је 16. новембра 1987, путем Merciful Release-а на међународном нивоу, а дистрибуирао га је WEA, а Electra Records је водила издање у Сједињеним Државама. Након објављивања дебитантског студијског албума бенда First and Last and Always, чланови Крег Адамс и Вејн Хаси напустили су бенд да би формирали The Mission, што је изазвало распуштање бенда. Као резултат тога, фронтмен бенда Ендру Елдрич формирао је споредни пројекат познат као The Sisterhood, снимајући са њима нови материјал. Након што је први албум пројекта у цјелини негативно примљен, вратио се снимању као дио Sisters of Mercy и ангажовао чланицу The Sisterhood-a Патришу Морисон за снимање новог албума.
Елдрич је написао пјесме албума у Хамбургу; велика количина воде у граду утицала је на његов наслов, као и на понављајућу лирску тему воде. Затим је позвао Лерија Александера да продуцира албум са њим и Џима Стајнмана да продуцира пјесме Dominion / Mother Russia и This Corrosion. Снимање је почело у Power Station Studios у Њујорку током јануара 1987. и настављено током прве половине године у Strawbery Studios у Стокпорту и The Wool Hall у Бату. Елдрич је служио као вокал, изводио је све инструменте и програмирао ритам машину бенда „Доктор Аваланш“.
Ритам машина је дјеловала као бубњар; Морисон није допринијела албуму иако је била члан бенда. За разлику од First and Last and Always, Floodland је креиран на мање конвенционалан начин, састављен на рачунарима помоћу секвенцера. Музика укључује жанрове готик рока и дарквејва, док лирски садржај види Елдрича као посматрача свијета који полако пропада. Неки од догађаја који су инспирисали одређене пјесме укључују Чернобиљску катастрофу, Хладни рат и претходни распад бенда.
Синглови This Corrosion, Dominion и Lucretia My Reflection објављени су у промоцији. This Corrosion је достигао врхунац на 7. мјесту на UK Singles Chart, док су Dominion и Lucretia My Reflection достигли врхунац на 13. односно 20. мјесту. Floodland је дебитовао на UK Albums Chart на 9. мјесту, а касније је добио златни сертификат у Великој Британији од стране BPI за продају од 100.000 копија. Такође је стигао до првих 40 у другим европским земљама, укључујући Швајцарску. Упркос томе што је у почетку добио помијешане критике музичких критичара, Floodland је ретроспективно добио похвале и неколико критичара га је сматрало основним готик рок албумом.

## Позадина
Након објављивања дебитантског студијског албума, First and Last and Always у марту 1985., фронтмен Ендру Елдрич намјеравао је да сниме обраду групе ABBA као сингл, и покушао је да ангажује Џима Стајнмана као продуцента. Елдрич га је првобитно контактирао када је пјесма групе АBBА "Gimme Gimme Gimme" била дио сет листе бенда. Стајнман је био заинтересован за производњу насловне верзије, али је у то вријеме био превише заузет. Убрзо након тога, бенд се распао. До распада је дошло док је бенд припремао свој други студијски албум у октобру 1985. године, који је требало да носи назив Left on Mission and Revenge. Елдрич, који је још увијек намјеравао да сними албум, али као соло извођач, истог мјесеца је позвао басисту Патришу Морисон, која је била на турнеји по Уједињеном Краљевству са својим бендом Fur Bible у знак подршке бенду Siouxsie and the Banshees, тражећи од Морисонове да сарађује.
Музичка штампа је извијестила о распаду бенда 2. новембра 1985. године, најављујући да су „Sisters of Mercy остале до пјевача Ендруа Елдрича и његове вјерне ритам машине (Доктор Аваланш) ове недјеље након што су гитариста Вејн Хаси и басиста Крег Адамс напустили бенд. Иако је ово пореметило планове за снимање новог албума овог мјесеца, Ендру сада намјерава да сними исти албум за Нову годину и могао би да користи Вејна као гитаристу за сесију.(...) Ендру се такође обратио бившем басисти Gun Club-a Патриши Мориснон која је сада у Fur Bible—y да свира на албуму, али још није познато да ли ће Ендру наставити са именом Sisters of Mercy." Елдрич није имао намјеру да настави под именом изобличеног бенда, пошто су чланови који су отишли да би формирали The Mission имали договор са њим да име Sisters of Mercy нико неће користити након распада.
Елдрич је објавио сингл "Giving Ground" 20. јануара 1986. као дио пројекта под називом The Sisterhood, на којем је вокал његовог пријатеља музичара Џејмса Реја. Крајем фебруара 1986. издавачка кућа Merciful Release објавила је да је „предстојећи албум Ендру Елдрича који већ неколико мјесеци носи радни назив Left on Mission and Revenge“. Албум је на крају назван Gift, а објављен је у јулу 1986, поново од стране The Sisterhood. Снимљен је у Fairwiew Studios-у у Вилербију. Елдрич није пјевао на албуму из уговорних разлога, иако је Морисон сарађивала са њим по први пут, дајући изговорени одломак на нумери „Jihad“. Gift је у цјелини негативно примљен и Елдрич је због тога изгубио издавачки уговор са RCA Music Limited. 12-инчни ЕП The Sisterhood-а под називом This Corrosion је планиран за издавање и на њему ће бити амерички вокал, чији је идентитет требало да буде тајна до објављивања. ЕП је снимљен у Fairwiev Studios-у са Аланом Вегом, али је остао необјављен, а Елдрич је умјесто тога задржао идеју када ће поново покренути Sisters of Mercy.

## Снимање
Након онога што је Sounds назвао „фијаском сестринства“, Елдрич је одлучио да настави под именом Sisters of Mercy, осјећајући да ће то побољшати репутацију имена након претходног пада. Такође је сматрао да би било бесмислено промјенити име, јер је и даље писао песме на исти начин као и раније. Елдрич, који се 1985. године прво преселио у Брамфелд, а затим у Ст. Паули, почео је да компонује нови албум док је био у Хамбургу, под издавачком кућом Warner Electra Atlantic (WEA). Демо снимке за албум су углавном снимљене са синтисајзером Casio CZ-101, акустичним гитарама и новом ритам машином. У то вријеме, Елдрич је покушавао да пронађе MIDI ритам машину по скромној цијени која је имала „чвршћи бубањ“.
Упркос томе што ју је ангажовао да свира бас гитару на албуму, Елдрич је касније тврдио да Морисон није допринјела писању пјесама за албум, при чему је рекао да је то практично соло плоча. Елдрич је инсинуирао да она пати од ауторске блокаде и да није у стању да смисли много музичких идеја, додајући да „уопште није могао да је натјера да узме бас“. Поново је то потврдио 2012. године. у интервјуу за Classic Rock, наводећи да она „није успјела“ и да се стога није појавила на Floodland-у. Менаџер канцеларије Merciful Release Бојд Стемсон је такође дао потврду да је Морисонин допринос био минималан. Елдрич је негирао да се његов приступ писању пјесама променио од разлаза бенда, рекавши „'This Corrosion' звучи као 'Temple of Love' II, '1959' звучи као 'Afterhours', други дио. Не видим никакву разлику или било какву стварну промјену. Мислим да само настављам тамо гдје сам стао. Он је издавао лиценцу за SBK Songs Limited, која је сада дио EMI Music Publishing-а.
Полазна тачка за албум је била пјесма "This Corrosion", коју је продуцирао Стајнмен. Елдрич је одмах помислио на њега када је дошао на идеју за пјесму. Изјавио је да „када смо покушавали да продамо 'Corrosion' Стајнмeну, рекли смо му да је то као врхунац Борџије диско вечери и он је то прихватио. Претпоставио је да издавачка кућа неће дати новац за коришћење на хоровима, али да ће то одмах учинити ако Стајнмен то затражи. Према Стемсону, Макс Хол, шеф ВЕА-овог А&R-а, успио је да обезбједи бенду буџет од 50.000 фунти за „This Corrosion".
Снимање пјесама "This Corrosion" и "Dominion" / "Mother Russia" почело је током јануара 1987. године у Њујорку. Стајнман и Елдрич су користили Power Station Studios у градској општини Менхетн, гдје су радили са инжењером Леријем Александером. На обе пјесме, Стајнман је користио шест пјевача у позадини и 40 чланова њујоршког хорског друштва. Елдрич се присјетио да није био сигуран зашто толико вокала пева одједном, али је приметио да је то „у то вријеме изгледало као добра идеја“ и да је на крају добро испало. Стајнман се углавном фокусирао на продукцију хорских пјевања и није много допринио стварној композицији и аранжманима. Због тога је добио само дјелимичне заслуге за продукцију „Dominion / Mother Russia".
Остатак албума снимљен је у Енглеској. У почетку, Елдрич је радио са непознатим продуцентом, кога је на крају отпустио. Позвао је Александра док је био у Њујорку и ангажовао га као копродуцента. Њих двоје су отпутовали у Енглеску, гдје су снимали у више студија. Провели су вријеме у Strawberry Studios у Стокпорту пре него што су прешли у The Wool Hall у Бату да би завршили снимање. Миксовање за албум је тада обављено у AIR студију у Лондону.

## Композиција

### Музика
Музика албума је описана као мјешавина готик рока и дарквејва. За разлику од претходног албума, First and Last and Always, који је снимљен на конвенционалан начин, Floodland је састављен на рачунару који је користио секвенцере као помоћ. Елдрич је радио на снимљеним дијеловима са Voyetra Sequencer Plus, док је Yamaha SPX-90 коришћена као јединица за ефекте, а дијелови су сачувани на Compaq Portable 286. Гитаре је свирао лично Елдрич, осим соло на "This Corrosion“, који је свирао Стајнманов пријатељ Еди Мартинез. Звуци бубњева на албуму су семпловани заједно са различитим бубњева са Akai S900. Звук тома је био из Oberheim DMX-a, који је раније коришћен на First and Last and Always. Други звуци бубњева су били из Yamaha RX-5. Пјесма "1959" садржи само звук клавира, али ју је Елдрич саставио са секвенцером и свирао је без правог клавира.

### Текстови
Што се тиче наслова Floodland, Елдрич је схватио да се, након што је написао све пјесме за албум, тема воде појавила више пута. Понављање теме приписао је количини воде у Хамбургу, гдје је писао ове пјесме. Мајкл Бонер из Uncut-a је сматрао да се Елдрич игра у улози у којој је „уморан посматрач, који цинично посматра како он и свет клону ка Армагедону“, додајући да су пјесме повезане „сликама апокалипсе које се простиру на јазу између личног и политичког".
Дводјелна уводна пјесма Floodland-a, „Dominion“ / „Mother Russia“, инспирисана је „Озимандијасом“, Шелијевим сонетом о тиранину чије се наслијеђе освајања смањује како вријеме пролази, из којег се извлачи један ред. Бонер је примјетио да је пјесма изгледа инспирисана и геополитиком Хладног рата. Елдрич је такође узео инспирацију из свог времена у Централној Европи током послије катастрофе у Чернобиљу 1986. године. Сматрао је да је пјесма о "проституцији Европе од стране Американаца", додајући да је то дио његовог "односа мржња/мржња са Америком. Само ми је пало на памет да се сви они згурају у својим мобилним кућицама док мајка Русија пљуштала на њих." "Flood I" и "Flood II" користе ријеч "потоп" као метафору за секс. Елдрич је сматрао да би поплава могла бити нешто стимулативно, додајући: „већина људи [...]се смочи само под одређеним околностима.“ Он је „Lucretia My Reflection“ назвао својом пјесмом „Welcome on board, Patricia“, рекавши да одувијек је мислио о њој као о „особи попут Лукреције“. Пјесма „1959“ је дјелимично аутобиографска, која носи наслов из Елдричеве године рођења. Мислио је да пјесма говори о „невиности – наслеђеној за разлику од животне средине".
Централни дио албума, "This Corrosion", сеже до сукоба између Елдрича и његових бивших колега из бенда, који су формирали The Mission. Текст пјесме је пародија текстова на начин на који их је Хаси посебно написао, за који је Елдрич сматрао да су типично „клише” и „бесмислени”. Као резултат тога, Елдрич је сматрао да већину стихова „треба узети у обзир под наводницима. Било би превише збуњујуће штампати их све.“  Такође је примјетио да је „Тhis Corrosion“ на листи са текстовима написан великим словима у стилу наслова пјесме јер је „то је наслов нечије друге пјесме“, подсећајући на листу наслова пјесама које је Хаси задржао за себе. Елдрич је тврдио да ће Хаси бирати наслове за које је мислио да су најбољи и од њих стварати текстове. Елдрич је тврдио: „Није морало да има никакво значење, само је морало да звучи добро".
„Driven Like the Snow“, слично као и „Nine While Nine“ из First and Last and Always, говори о Елдричовој бившој дјевојци Клер Ширсби. Мислио је o пјесми као на начин да логично објасни зашто је њихов однос морао да се распадне. Говорећи о „Never Land“, Елдрич је прокоментарисао да замишља да „цијела популација Земље која почиње да путује из неке неодредиве тачке у свемиру ка земљи све већом брзином. Требала би читава вечност да стигне до Земље — до када ћете да будете разумно продуховљени—а чак и када стигнете на одредиште, не бисте заправо ударили о земљу. Ишли бисте тако брзо да бисте само прошли и изашли на другу страну, гдје постоји још једна вјечност ништавила. Покушао сам да напишем пјесму о овим утисцима.“ Текстови о којима је Елдрич говорио су пронађени у цијелој верзији пјесме од 12 минута, која је остала необјављена све док није укључена у поновно издање Floodland-a 2006.

## Објављивање и промоција
"This Corrosion" је изабран за главни сингл са Floodland-а, иако се Елдрич првобитно залагао да "Dominion" буде главни сингл. Пјесма је објављена 18. септембра 1987. преко Merciful Release-a, подружнице WEA-е којом управља Елдрич, издаје се као CD, касета, и плоча од 7 инча и 12 инча; свака верзија је садржала другачији микс пјесме. Елдрич је првобитно желео дугачку верзију на синглу, али издавачка кућа је умјесто тога жељела монтирану верзију. Микс ЛП верзије је слична оној 12-инчној верзији, иако верзија траје око 45 секунди дуже. Верзију на касети је миксовао Стајнман, и разликује се од осталих сингл верзија.. Б страна сингла је била пјесма "Torch", коју је Елдрич продуцирао и свирао на свим инструментима. Написана је 1985. за угашени албум Left on Mission and Revenge. Сингл од 12 инча је додао Елдричеву верзију пјесме бенда Sisterhood "Colours", док је WEA је признао буџет од преко 5,000 фунти за музички спот "This Corrosion". Спот је снимљен у складишту у Вапингу и режирао га је Стјуарт Орм. Бенд је хтио да спот снимају у Казахстану, али је у исто вријеме руска издавачка кућа Мелодија била у преговорима са Западом око права на видео, а снимање тамо би покварило преговоре.
Floodland је објављен у Уједињеном Краљевству 16. новембра 1987. године, а касније је објављен у Сједињеним Државама 11. јануара 1988. преко Electra Records. Албум је имао симултана издања на винилу, касети и ЦД-у. Касетно издање је укључивало пјесму "Torch",са Б стране на "This Corrosion", а CD издање је укључивало и "Torch" и "Colours", а потоња је била још једна Б страна издања сингла за "This Corrosion“, као бонус нумере. Морисонино име није било укључено у заслуге за Floodland, иако је била на слици на oмоту и појавила се под својим правим именом Анне Раиноне у одељку "Хвала" унутрашњег омота. Она је умањила значај недостатка укључивања у интервјуе, рекавши: "Ако погледате пјесме, имена за оно што људи свирају обично нису тамо. Ендру пише пјесме тако да нема разлога да било ко други буде представљен. Била сам свјесна тога када је албум изашао, али оно што нисам схватила је да ће то збунити друге људе. Ако људи нису видјели штампе које смо радили, не знају да сам у бенду." Елдрич је још увијек сматрао да је Морисон витални део бенда, јер је у великој мјери допринијела визуелном идентитету бенда појављивањем у музичким спотовима објављеним за Floodland и на омоту албума. Елдрич је одлучио да не крене на турнеју како би промовисао албум, сматрајући да није направљен да се свира уживо. Касније се присјећао да није имао бенд спреман да га прати на турнеји, што је био прави разлог зашто је одлучио да не иде на турнеју и умјесто тога је одлучио да промовише Floodland само кроз синглове, музичке спотове и телевизијске наступе.

## Пријем

### Критички пријем
| Савремени професионални рејтинзи | Савремени професионални рејтинзи |
| Резултати                        | Резултати                        |
| Извор                            | Рејтинг                          |
| -------------------------------- | -------------------------------- |
| Rolling Stone                    | [ 35 ]                           |
| The Village Voice                | C+                               |

| Ретроспективни професионални рејтинзи | Ретроспективни професионални рејтинзи |
| Резултати                             | Резултати                             |
| Извор                                 | Рејтинг                               |
| ------------------------------------- | ------------------------------------- |
| AllMusic                              | [ 37 ]                                |
| Classic Rock                          | [ 38 ]                                |
| Sputnikmusic                          | 4/5                                   |

Floodland је наишао на различите критике музичких критичара. Марк Колман из Rolling Stone-а сматра да је албум корак даље у односу на претходни материјал Sisters of Mercy. Он га је описао као "Meat Loaf који се придружује The Cure-у за римејк Ридовог Берлина", додајући да је албум "урнебесан, сигурно, али у најмању руку увек за слушање". Колман је, међутим, похвалио "This Corrosion", назвавши га "bona fide toe-tapper сингл." У The Village Choice-у, Роберт Крисгреј је негативно упоредио "застоје" бенда са другим готик рок бендом Fields of the Nephilim, иако са мање глупим као и надокнађеним "диско" и "властитим именицама".
Међутим, Floodland је од тада добио ретроспективне похвале од музичких критичара. Пишући за All Music, Крис Тру је најавио албум као „дефинитивну прекретницу“, похваливши његову „бујну продукцију“ и „лирске слике које су и застрашујуће и величанствене“. Додао је да бенд ствара "црни звучни пејзаж који је величанствен и огроман" са "Dominion" / "Mother Russia" и да су "спорије пјесме, попут 'Flood' и '1959' неке од најбољих етеричних звукова које готик рок има да понуди, а потпуно краљевска 'This Corrosion' је једна од најбољих песама у жанру." Члан особља Sputnikmusic-a МаносГ је написао да "Floodland можда није тако мрачна, утицајна или фокусирана као деби бенда, али је и даље одлична албум са невероватном вокалном изведбом Ендруа [Елдрича]". Такође је назвао "Lucretia My Reflection" једном од најбољих пјесама у дискографији Sisters of Mercy, уз похвале "Dominion / Mother Russia", "1959", "This Corrosion" и "Flood II". Floodland је касније сматран основним готик рок албумом од стране часописа Classic Rock, Consequence, Spectrum Culture, LA Weekly, и Treble.

### Комерцијални пријем
Floodland је достигао девето мјесто на UK ALbums Chart. Само претходна поруџбина је осигурала албуму сребрни сертификат на дан његовог објављивања, а 11. марта 1988. добио је златни сертификат у Великој Британији од стране Британске фонографске индустрије за продају од 100.000 примјерака. Према Елдричу, Floodland је надокнадио високе производне трошкове 1989. године. У Њемачкој, за коју је Елдрич тврдио да је друго највеће тржиште бенда иза Велике Британије, албум је 14. децембра 1987. ушао на листу 100 најбољих албума на 32. мјесту, остајући на листи 20 недјеља. Године 1993. Floodland је у Њемачкој добио златни сертификат од Bundesverband Musikindustrie за продају од 250.000 примјерака. У САД, албум је дебитовао на 174. мјесту на Билборду 200 током недеље од 6. фебруара 1988. године. Касније је достигао врхунац на броју 101. на Билборду 200, након што је провео шест недјеља на листи, током недеље од 12. марта 1988. године.

## Списак пјесама
Списак пјесама на винилном издању  
| №  | Назив                    | Продуценти                                  | Трајање |  |
| 1. | Dominion / Mother Russia | Лери Александер, Ендру Елдрич, Џим Стајнман | 7:00    |  |
| 2. | Flood I                  | Александер, Елдрич                          | 6:22    |  |
| 3. | Lucretia My Reflection   | Александер, Елдрич                          | 4:57    |  |
| 4. | 1959                     | Александер, Елдрич                          | 4:09    |  |

| №               | Назив                   | Продуценти         | Трајање |  |
| 1.              | This Corrosion          | Стајнман           | 9:16    |  |
| 2.              | Flood II                | Александер, Елдрич | 6:19    |  |
| 3.              | Driven Like The Snow    | Александер, Елдрич | 4:39    |  |
| 4.              | Never Land (a fragment) | Александер, Елдрич | 2:46    |  |
| Укупно трајање: | Укупно трајање:         | Укупно трајање:    | 45:27   |  |

 Списак пјесама на касетном издању  
| №  | Назив                    | Трајање |  |
| 1. | Dominion / Mother Russia | 7:00    |  |
| 2. | Flood I                  | 6:22    |  |
| 3. | Lucretia my Reflection   | 4:57    |  |
| 4. | 1959                     | 4:09    |  |
| 5. | Torch                    | 3:55    |  |

| №               | Назив                   | Трајање |  |
| 1.              | This Corrosion          | 10:55   |  |
| 2.              | Flood II                | 6:47    |  |
| 3.              | Driven Like the Snow    | 6:27    |  |
| 4.              | Never Land (a fragment) | 2:55    |  |
| Укупно трајање: | Укупно трајање:         | 53:28   |  |

 Списак пјесама на CD издању  
| №               | Назив                    | Трајање |  |
| 1.              | Dominion / Mother Russia | 7:00    |  |
| 2.              | Flood I                  | 6:22    |  |
| 3.              | Lucretia My Reflection   | 4:57    |  |
| 4.              | 1959                     | 4:09    |  |
| 5.              | This Corrosion           | 10:55   |  |
| 6.              | Flood II                 | 6:47    |  |
| 7.              | Driven Like the Snow     | 6:27    |  |
| 8.              | Never land (a fragment)  | 2:55    |  |
| 9.              | Torch                    | 3:55    |  |
| 10.             | Colours                  | 7:23    |  |
| Укупно трајање: | Укупно трајање:          | 60:51   |  |

 Бонус пјесме на реиздању из 2006.  
| №               | Назив                    | Трајање |  |
| 1.              | Never Land (full length) | 12:00   |  |
| 2.              | Emma                     | 6:21    |  |
| Укупно трајање: | Укупно трајање:          | 79:12   |  |

## Листе
| Chart (1987–1988)                | Peak position |
| -------------------------------- | ------------- |
| European Albums (Music & Media)  | 33            |
| Немачка (Offizielle Top 100)     | 32            |
| Нови Зеланд (RMNZ)               | 28            |
| Шведска (Sverigetopplistan)      | 28            |
| Швајцарска (Schweizer Hitparade) | 24            |
| УК албуми (OCC)                  | 9             |
| US Billboard 200                 | 101           |